# Евстратовский (Воронежская область)
Евстратовский — упразднённый рабочий посёлок в Россошанском районе Воронежской области. В 1954 году включён в состав города Россошь и исключен из учётных данных.

## География
Находился к юго-востоку от Россоши

## История
Населённый пункт вырос при открытой в 1871 году железнодорожной станции Михайловка. В 1904 году станция была переименована в Евстратовку.
Постановлением СНК от 30.01.1928 года пригородная слобода Евстратовка в составе Россошанского округа Центрально-Чернозёмной области преобразована в рабочий посёлок Евстратовский.

## Население
| 1926 | 1931  | 1939    |
| ---- | ----- | ------- |
| 2172 | ↘2161 | ↗10 629 |